# Aucelon
Aucelon é uma comuna francesa na região administrativa de Auvérnia-Ródano-Alpes, no departamento de Drôme. Estende-se por uma área de 26,34 km². Em 2010 a comuna tinha 16 habitantes (densidade: 0,6 hab./km²).